# Harpalus pellax
Harpalus pellax är en skalbaggsart som beskrevs av Thomas Casey. Harpalus pellax ingår i släktet Harpalus och familjen jordlöpare. Inga underarter finns listade i Catalogue of Life.